# Magdalena Jeziorowska
Magdalena Jeziorowska (ur. 22 lipca 1970 w Katowicach) – polska szpadzistka, Indywidualna mistrzyni Europy (1996), indywidualna mistrzyni Polski (1993, 2000)

## Życiorys
Wychowanka prof. Zbigniewa Czajkowskiego, od 1982 zawodniczka AZS-AWF Katowice. Dwukrotna indywidualna mistrzyni Polski (1993, 2000) oraz pięciokrotna drużynowa mistrzyni Polski (1988, 1994, 1997, 1998, 2004). Ponadto trzykrotnie była indywidualną wicemistrzynią Polski (1991, 1994, 2005), czterokrotnie drużynową wicemistrzynią Polski (1993, 1996, 2002, 2003), dwukrotnie brązową medalistką mistrzostw Polski indywidualnie (1999, 2003) czterokrotnie brązową medalistą mistrzostw Polski drużynowo (1996 – we florecie, 1999, 2001, 2005 – w szpadzie)
W 1994 na mistrzostwach świata w Atenach wywalczyła brązowy medal wraz z koleżankami z drużyny (Dorotą Słomińską, Joanną Jakimiuk i Dominiką Butkiewicz), a indywidualnie była 31. Ponadto bez sukcesów startowała w mistrzostwach świata w 1993 (49 m. ind.), 1997 (13 m. druż., 38 m. ind.) i 1998 (7 m. druż., 53 m. ind.). W 1996 zdobyła indywidualnie złoto na mistrzostwach Europy w Limoges, a dwa lata później brąz na mistrzostwach Europy w Płowdiwie). Trzykrotnie zajmowała trzecie miejsce w zawodach Pucharu Świata: w Budapeszcie (1989), Luksemburgu (1994) i ponownie w Budapeszcie (1998). Karierę zawodniczą zakończyła w 2007
Obecnie jest trenerem w klubach AZS AWF Katowice i UKS Kukułki Katowice.